# Bagdy Emőke publikációinak listája

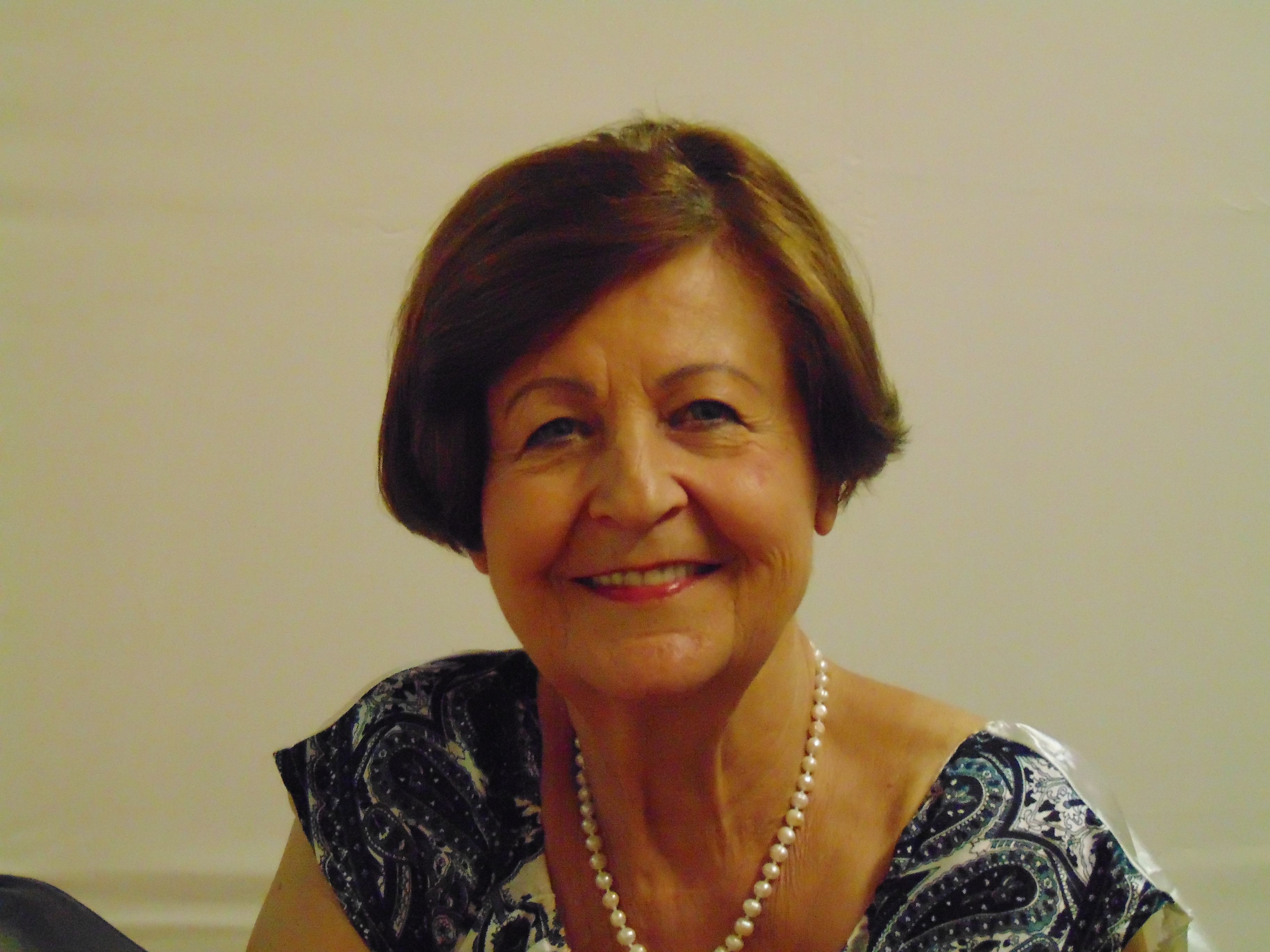
Bagdy Emőke

Ez a lista Bagdy Emőke pszichológus tudományos publikációit tartalmazza a megjelenés helyének, idejének megjelölésével kronológiai sorrendben.

## Bagdy Emőke írásainak bibliográfiája

### 2010-es évek

#### 2018
- 1. Bagdy, Emőke: Önismeret, önazonosság, önmegvalósítás, 70 p. (2018)

#### 2017
- 2. Bagdi, Bella, Bagdy, Emőke: Boldogságóra: Kézikönyv pedagógusoknak és szülőknek; 10-14 éveseknek, Budapest, Mental Focus Kft. (2017), 272 p. ISBN 9786158081931
- 3. Bagdi, Bella, Bagdy, Emőke, Tabajdi, Éva: Boldogságóra: Kézikönyv pedagógusoknak és szülőknek; 3-6 éveseknek, Budapest, Mental Focus Kft. (2017), 228 p. ISBN 9786158081955
- 4. Bagdi, Bella, Bagdy, Emőke, Dobrova, Zita: Boldogságóra: Kézikönyv pedagógusoknak és szülőknek; 6-10 éveseknek, Budapest, Mental Focus Kft. (2017) , 172 p. ISBN 9786158081924
- 5. Bagdy, Emőke, Császár-Nagy, Noémi, Nagybányai, Nagy Olivér, Szatmáriné Balogh, Mária: Érdek és érdektelenség. Avagy az MPÉE és az MPT pszichológus kamaráért vívott küzdelmei a szakmán belül és kívül (2017)
- 6. Bagdy, Emőke: A szeretet egységesítő hatalma: Bevezető gondolatok az emlékkötethez, In: Bagdy, Emőke (szerk.): A szeretet teológusa. Emlékezés Gyökössy Endrére, az első magyar pasztorálpszichológusra halálának 20. évfordulóján, Budapest, Animula.(2017) pp. 5-10., 6 p.
- 7. Bagdy, Emőke: Állapotkép, szimbolikus műalkotás a pszichoterápiában, In: Németh, Marietta; Stiblár, Erika (szerk.): Életelvűség és jövőre irányultság a relaxációs és szimbólumterápiákban. Testtől lélekig Magyar Relaxációs és Szimbólumterápiás Egyesület tematikus lapja a VI. Nemzetközi Kongresszus előadásai alapján, Kaposvár, Magyar Relaxációs és Szimbólumterápiás Egyesület, (2017) pp. 59-65., 7 p.
- 8. Bagdy, Emőke: Minden a fejben dől el!, In: Bagdy, Emőke; Buda, László; Kádár, Annamária; Pál, Ferenc - Fejben dől el? Ami rajtunk múlik és ami nem, Budapest, Kulcslyuk Kiadó, (2017) pp. 75-112., 38 p.
- 9. Bagdy, Emőke, Buda, László, Kádár, Annamária, Pál, Ferenc: Fejben dől el? Ami rajtunk múlik és ami nem, Budapest, Kulcslyuk Kiadó (2017), 156 p. ISBN 9786155281433
- 10. Bagdy, Emőke: Pszichofitness gyermekeknek, szülőknek és nevelőknek, Budapest, Kulcslyuk Kiadó (2017), 350 p. ISBN 9786155281501
- 11. Bagdy, Emőke: Boldogság hatvan fölött: Második félidő II., 55 p. (2017)
- 12. Bagdy, Emőke: Boldogan az élet delén: Második félidő I., 1 p. (2017)
- 13. Bagdy, Emőke: Köszöntés; Rihmer Zoltán Barátomnak a 70. születésnapjára, PSYCHIATRIA HUNGARICA 32 : 3 pp. 354-354., 1 p. (2017)
- 14. Bagdy, Emőke: Gyökössy Endre, a jelenkori pozitív pszichológia előfutára, In: Bagdy, Emőke (szerk.): A szeretet teológusa : Emlékezés Gyökössy Endrére, az első magyar pasztorálpszichológusra halálának 20. évfordulóján, Budapest, Animula (2017) pp. 28-33., 6 p.
- 15. Bagdy, Emőke (szerk.): A szeretet teológusa: Emlékezés Gyökössy Endrére, az első magyar pasztorálpszichológusra halálának 20. évfordulóján, Budapest, Animula (2017), 176 p. ISBN 9786155574146
- 16. Bagdy, Emőke: Megnyitó bevezető. A „Korai Intervenció a Pedagógiai Szakszolgálatoknál” című szakmai konferencián, In: Hámori, Eszter (szerk.): „TEAM AROUND THE CHILD”. Gyakorlati modellek és tapasztalatok a kora gyermekkori intervenció és prevenció területéről, Budapest, Humanitás Szociális Alapítvány, (2017) pp. 11-12., 2 p.
- 17. Bagdy, Emőke: Állapotkép, szimbolikus műalkotás a pszichoterápiában, TESTTŐL LÉLEKIG 1 : 1 pp. 59-65., 7 p. (2017)
- 18. Balatoni, Kinga Cecília, Bagdy, Emőke: Ünneplés vagy pihenés?: Interjú prof. dr. Bagdy Emőke klinikai szakpszichológussal, ÚJ KÖZNEVELÉS 73 : 3-4 pp. 16-17., 2 p. (2017)

#### 2016
- 19. Bagdy, Emőke: Pszichológiai rejtelmek a művészetekben és életünkben,Budapest, Athenaeum (2016), 282 p. ISBN 9789632936062
- 20. Bagdy, Emőke: Az evés öröme, szenvedélye, szenvedése, Budapest, Kossuth Kiadó (2016) ISBN 9789630985024